# Sarsina
Sarsina es un municipio italiano de 3.662 habitantes de la provincia de Forlì-Cesena, en los Apeninos, a cerca de 45 km de la capital, Forlì. 
Sarsina es conocida por haber visto nacer al comediógrafo latino Tito Maccio Plauto.

## Demografía
| Gráfica de evolución demográfica de Sarsina entre 1861 y 2001 |
|                                                               |
| Fuente ISTAT - elaboración gráfica de Wikipedia               |